# Tramwaje w Nîmes
Tramwaje w Nîmes − zlikwidowany system komunikacji tramwajowej we francuskim mieście Nîmes, działający w latach 1880−1950.

## Historia
Pierwsze tramwaje w Nîmes uruchomiono w 1880, były to tramwaje konne, które kursowały po trasach o rozstawie toru 1435 mm. Linia tramwajowa początkowo była obsługiwana przez spółkę Compagnie des Omnibus de Marseille, która później zbankrutowała i w 1895 linię przejęła spółka Société des Chemins de Fer des Tramways du Var et du Gard ta z kolei w 1898 została zastąpiona przez Compagnie des Tramways de Nîmes (CTN). Spółka CTN rozpoczęła elektryfikację systemu i jego rozbudowę. Linie tramwaju elektrycznego oddawano do eksploatacji od grudnia 1899 do kwietnia 1900. Wkrótce w mieście były 4 linie tramwajowe:
- A: Gare PLM – Gare PLM (linia wzdłuż bulwarów)
- B: Gare de la Camargue – Mas Mathieu
- C: Avenue de la Plateforme – Le Chalet
- D: Gare PLM – Jardin de la Fontaine par le boulevard de la République

Do obsługi sieci posiadano 25 wagonów silnikowych i 21 doczepnych. W czerwcu 1911 linię C wydłużono z Avenue de la Plateforme do Castanet oraz wybudowano piątą linię na trasie Halles − Croix de Fer. Wówczas sieć liczyła 21 km tras. Od 10 lipca 1924 do 31 grudnia 1927 w mieście działała także komunikacja trolejbusowa (électrobus). Po zakończeniu II wojny światowej stan techniczny tramwajów i infrastruktury znacznie się pogorszył. Tramwaje zlikwidowano w 1950. 